# Високий Хлумець
Високий Хлумець (чеськ. Vysoký Chlumec) — ринкове містечко в окрузі Пржибрам у Середньочеському краї Чехії. Воно розташоване за шість кілометрів на південний захід від міста Седлчани. Налічує близько 800 жителів. У місті знаходиться штаб-квартира пивоварні «Lobkowicz».

## Адміністративний поділ
Села Блахова Льота, Грабрі, Градце, Єзвіна, Поржешице, Вапеніце та Віска є адміністративними частинами Високого Хлумця.